# BWF Grand Prix 2012
Der BWF Grand Prix 2012 war die sechste Auflage des BWF Grand Prix im Badminton. 

## Verlauf
Der Grand Prix 2012 startete am 28. Februar 2012 mit den German Open. Es folgten die Swiss Open, die Australian Open, der Malaysia Open Grand Prix Gold, die Thailand Open, die Russia Open, die US Open, die Canada Open, die Vietnam Open, der Indonesia Open Grand Prix Gold, die Chinese Taipei Open, die Dutch Open, Bitburger Open, die Macau Open, der Korea Open Grand Prix und der India Open Grand Prix Gold.

## Die Sieger
| Veranstaltung       | Herreneinzel      | Dameneinzel              | Herrendoppel                         | Damendoppel                                | Mixed                                   |
| ------------------- | ----------------- | ------------------------ | ------------------------------------ | ------------------------------------------ | --------------------------------------- |
| German Open         | Lin Dan           | Li Xuerui                | Hong Wei Shen Ye                     | Xia Huan Tang Jinhua                       | Thomas Laybourn Kamilla Rytter Juhl     |
| Swiss Open          | Chen Jin          | Saina Nehwal             | Naoki Kawamae Shoji Sato             | Xia Huan Tang Jinhua                       | Tontowi Ahmad Liliyana Natsir           |
| Australia Open      | Chen Jin          | Han Li                   | Markis Kido Hendra Setiawan          | Luo Ying Luo Yu                            | Chen Hung-ling Cheng Wen-hsing          |
| Malaysia Open GPG   | Lee Chong Wei     | Busanan Ongbumrungpan    | Koo Kien Keat Tan Boon Heong         | Chin Eei Hui Wong Pei Tty                  | Chan Peng Soon Goh Liu Ying             |
| Thailand Open       | Sony Dwi Kuncoro  | Saina Nehwal             | Liu Xiaolong Qiu Zihan               | Lam Narissapat Saralee Thungthongkam       | Tao Jiaming Tang Jinhua                 |
| Russia Open         | Kazumasa Sakai    | Yui Hashimoto            | Vladimir Ivanov Ivan Sozonov         | Valeria Sorokina Nina Vislova              | Alexandr Nikolaenko Valeria Sorokina    |
| US Open             | Vladimir Ivanov   | Pai Hsiao-ma             | Hiroyuki Endo Kenichi Hayakawa       | Misaki Matsutomo Ayaka Takahashi           | Tony Gunawan Vita Marissa               |
| Canadian Open       | Chou Tien-chen    | Nozomi Okuhara           | Takeshi Kamura Keigo Sonoda          | Misaki Matsutomo Ayaka Takahashi           | Ryota Taohata Ayaka Takahashi           |
| Vietnam Open        | Nguyễn Tiến Minh  | Porntip Buranaprasertsuk | Bodin Isara Maneepong Jongjit        | Pia Zebadiah Rizki Amelia Pradipta         | Markis Kido Pia Zebadiah                |
| Indonesia Open GPG  | Sony Dwi Kuncoro  | Han Li                   | Kim Gi-jung Kim Sa-rang              | Misaki Matsutomo Ayaka Takahashi           | Tontowi Ahmad Liliyana Natsir           |
| Chinese Taipei Open | Nguyễn Tiến Minh  | Tai Tzu-ying             | Zakry Abdul Latif Fairuzizuan Tazari | Pia Zebadiah Rizki Amelia Pradipta         | Muhammad Rizal Debby Susanto            |
| Dutch Open          | Eric Pang         | Kristína Gavnholt        | Selena Piek Iris Tabeling            | Alvent Yulianto Markis Kido                | Mads Pieler Kolding Kamilla Rytter Juhl |
| Bitburger Open      | Chou Tien-chen    | Juliane Schenk           | Ingo Kindervater Johannes Schöttler  | Wang Rong Zhang Zhibo                      | Anders Kristiansen Julie Houmann        |
| Macau Open          | Chen Yuekun       | Sun Yu                   | Lee Sheng-mu Tsai Chia-hsin          | Eom Hye-won Chang Ye-na                    | Tontowi Ahmad Liliyana Natsir           |
| Korea Open GP       | Lee Dong-keun     | Sung Ji-hyun             | Ko Sung-hyun Lee Yong-dae            | Eom Hye-won Chang Ye-na                    | Shin Baek-cheol Eom Hye-won             |
| India Open GPG      | Kashyap Parupalli | Lindaweni Fanetri        | Ko Sung-hyun Lee Yong-dae            | Savitree Amitrapai Sapsiree Taerattanachai | Fran Kurniawan Shendy Puspa Irawati     |